# 股权转让
股权转让，是指一类公司法规定的，持有公司股权的股东对其持有股权的转让活动和资格。
根据《中华人民共和国公司法》的规定，对有限责任公司和股份有限公司有不同类型的要求和限制。

## 有限责任公司
因为有限责任公司具有人合的属性，股东之间有相互信任的基础，对此法律对有限责任公司股东转让出资做出限制性规定。
- 对内转让：原则上不受法律限制，股东之间可以互相转让其所有的活着部分股权。但如果股权转让后公司股东只剩一人，公司应当符合一人公司（一人有限责任公司）的条件；
- 对外转让：股东应就股权转让的事项以书面形式向其他股东征求同意，股东向股东以外的人转让股权，需要其他股东过半数同意。
  - 默示同意：其他股东自收到书面通知之日起满30天未答复，视为同意转让；
  - 不同意：其他股东半数以上不同意转让，不同意的股东应当购买该转让的股权；如果不购买的，视为同意转让。
  - 同意后的优先购买权：经同意转让的股权，在同等条件下，其他股东有优先购买权。两个以上股东主张优先购买权的，协商各自比例；如果协商不成，按照转让时各自的出资比例行使优先权[3]。
  - 股东对外转让股权，不需要经过股东会同意。
- 异议股东回购请求权：在一定条件下，公司股东可以请求公司按照合理的价格收购其股权[4]。

## 股份有限公司
公司法对于股份有限公司的转让实行自由转让原则，但做出一定限制：
- 股权转让场所必须是在证券交易所。
- 对公司发起人的股份转让进行时间上的限制。
- 对公司董事、监事、高级管理人员持有本公司股份转让的限制。